# Japanagromyza setigera
Japanagromyza setigera este o specie de muște din genul Japanagromyza, familia Agromyzidae. A fost descrisă pentru prima dată de Malloch în anul 1914. Conform Catalogue of Life specia Japanagromyza setigera nu are subspecii cunoscute.